# Adolf von Krosigk
Gebhard Adolf Friedrich von Krosigk (* 5. Februar 1799 in Schloss Hohenerxleben; † 3. März 1856) war ein deutscher Gutsbesitzer und Beamter.

## Leben

### Familie
Adolf von Krosigk war der Sohn von Gebhard Anton von Krosigk und dessen Ehefrau Auguste Ernestine Elisabeth (1760–1840), Tochter von Alexander Jakob von der Schulenburg. Seine Schwester war Ehrengarde Friederike Wilhelmine von Krosigk (1781–1849), verheiratet mit Carl Ludwig August von Hohenthal (1769–1829), sächsischer Amtshauptmann und Rittergutbesitzer.
Am 3. Juli 1823 heiratete Krosigk in Rondeshagen Louise Friederike Ottolie Caroline (genannt Lisette) (1800–1863), Tochter von Johann Ludwig von Westphalen (1770–1842), preußischer Regierungsrat und Schwiegervater von Karl Marx. Gemeinsam hatten sie sechs Söhne und sechs Töchter. Von diesen sind namentlich bekannt:
- Anna (Anne) Luise Ehrengard (1822–1909)
- Albertine Leopoldine Amalie Armgard (* 23. Mai 1823 in Rathmannsdorf; † 4 Aug 1875 in Hecklingen) ⚭ Otto Baron Digeon von Monteton (1822–1913), Rittmeister a. D. und Schriftsteller;
- Isidore (1824–1885) ⚭ Werner von Veltheim (1817–1855), Gutsbesitzer, ihr gemeinsamer Sohn war der spätere Schlosshauptmann von Schloss Königs Wusterhausen Werner von Veltheim;
- Klara Luise Auguste (1825–1836);
- Anton Adolf Ludwig Heinrich (1827–1888), Stifter des Fideikommiss Hohenerxleben, anhaltinischer Kammerherr und Schlosshauptmann, Unterdirektor des Herzogtums Anhalt ⚭ Ernestine von Veltheim (1836–1888), eine Tochter von Friedrich von Veltheim, auf Destedt und Cremlingen (1795–1868), 1824–1829 braunschweigischer Kammerrat, Mitglied des braunschweigischen Landtages;
- Wilhelmine Berhardine Hedwig (1828–1862) ⚭ Albrecht von Gadenstedt (1831–1867), herzoglich braunschweigischer Hofstallmeister;
- Erich Adolf Wilhelm (1829–1917), Regierungsreferendar in Magdeburg, anhaltinischer Kammerherr und Schlosshauptmann von Schloss Ballenstedt ⚭ Sidonie von Veltheim (1838–1873), Schwester von Ernestine von Veltheim, der Ehefrau von Anton Adolf Ludwig Heinrich von Krosigk auf Hohenerxleben;
- Adolf Theodor (1832–1906) ⚭ Antonie Klara von Kerssenbrock auf Helmsdorf (1834–1858), eine Tochter von Bernhard Simon von Kerssenbrock, auf Mönchshof und Helbra (1800–1872); ⚭ Adelheid Klara von Kotze (1837–1913);[4]
- Gebhard Friedrich von Krosigk (1835–1904), preußischer General der Kavallerie ⚭ Hedwig Helene von Alvensleben (1838–1914), eine Tochter von Ludwig Eduard von Alvensleben (1805–1869);
- Helene Elisabeth Walpurgis (1838–1917) ⚭ Friedrich von Trotha (1829–1885), anhaltinischer Kammerherr;
- Friedrich Günther (* 1839), Kaiserlicher Konsul a. D.

### Werdegang
Krosigk wurde bis zu seinem 16. Lebensjahr zu Hause erzogen und kam anschließend auf die Schule zu Kloster Berge nach Magdeburg. 1818 begann er ein Studium an der Universität Berlin.
Er lebte mit seiner Familie seit 1823 auf dem Rittergut Rathmannsdorf, das ihm sein Vater überließ und wurde Betreiber des Gutes. Durch den Tod seines Vaters kam er 1840 in den Besitz des Erbgutes Hohenerxleben und führte seitdem seine Güter von dem dortigen Anwesen.
1836 wurde er Landrat und war 1848 Abgeordneter im Anhalt-Dessau-Köthenschen vereinigten Landtag, der in der Folge der März-Unruhen von Herzog Alexander Karl von Anhalt-Bernburg zugestanden wurde und am 8. Mai 1848 zusammentrat. Weil der Herzog die neue Verfassung sowie den Beschluss, die Regentschaft an den Herzog von Anhalt-Dessau zu übergeben, nicht akzeptierte, löste er den Landtag am 14. Dezember 1848 und oktroyierte eine neue Verfassung, in deren Folge im Februar 1849 ein neuer Landtag gewählt wurde, dem Gebhard Adolph Friedrich von Krosigk erneut angehörte.

## Mitgliedschaften
- 1827 wurde er Mitglied des Vereins zur Verbreitung christlicher Erbauungsschriften.
- 1850 gründete er den Missions-Hülfsverein zu Hohenerxleben, der bis zum 31. Dezember 1889 existierte und hatte auch bis zu seinem Tod den Vorsitz.[5]

## Stiftungen
1850 gründete er ein Waisenhaus.

## Auszeichnungen
1838 erhielt er den Königlich Preußischen St. Johanniter-Orden vom König Friedrich Wilhelm III.; bei der Wiederherstellung des Herrenmeistertums 1853 stellte er sich unmittelbar unter die Balley; am 24. Juni 1855 erhielt er in der Kapelle des Berliner Schlosses den Ritterschlag des Johanniterorden von der Hand des Herrenmeisters Carl von Preußen.